# Всеракурсна ракета
Всеракурсна ракета це така ракета, яка здатна відстежувати ціль не залежно від того, якою стороною ціль розвернута по відношенню до ракети. Іншими словами, всеракурсна ракету може бути запущена на ураження цілі як у режимі погоні у хвіст літака, так і в лобовому напрямку на зустріч, а також коли ціль розвернута боком до ракети чи знаходиться зверху, знизу і так далі.
На відміну від таких ракет, більш старші моделі ракет з тепловими голівками самонаведення були здатні атакувати ціль тільки відстежуючи гарячі вихлопи двигуна повітряного судна, якщо літак був розвернутий так, що вихлопні гази двигуна знаходилися в напрямі до ракетного шукача, і таким чином ці ракети використовувались лише при атаках при погоні за хвостом літака.
Прикладом такої всеракурсної ракети є ізраільська ракета повітря-повітря або земля-повітря Python 5, що розроблена ізраїльською державною корпорацією Rafael Advanced Defense Systems. 